# Müstair
Müstair (německy zastarale Münster) je bývalá samostatná obec ve švýcarském kantonu Graubünden, okresu Engiadina Bassa/Val Müstair. Nachází se ve stejnojmenném údolí, asi 45 kilometrů severovýchodně od Svatého Mořice v nadmořské výšce 1273 metrů. Má přibližně 750 obyvatel.
K 1. lednu 2009 se na základě výsledku referenda Müstair sloučil s dalšími okolními obcemi (např. Santa Maria Val Müstair, Tschierv, Valchava) do nové obce Val Müstair.

## Geografie
Vesnice s protaženým osídlením podél hlavní cesty je nejníže položenou a největší osadou v údolí Val Müstair a nejvýchodněji položenou vesnicí ve Švýcarsku. Přes hranici leží dále v údolí jihotyrolská vesnice Taufers im Münstertal. Součástí obce je exkláva Val Mora, která je odvodňována do jezera Lago di Livigno. Nejznámější památkou obce je benediktinský klášter svatého Jana (Claustra Son Jon), zapsaný na seznamu světového dědictví UNESCO.

## Historie

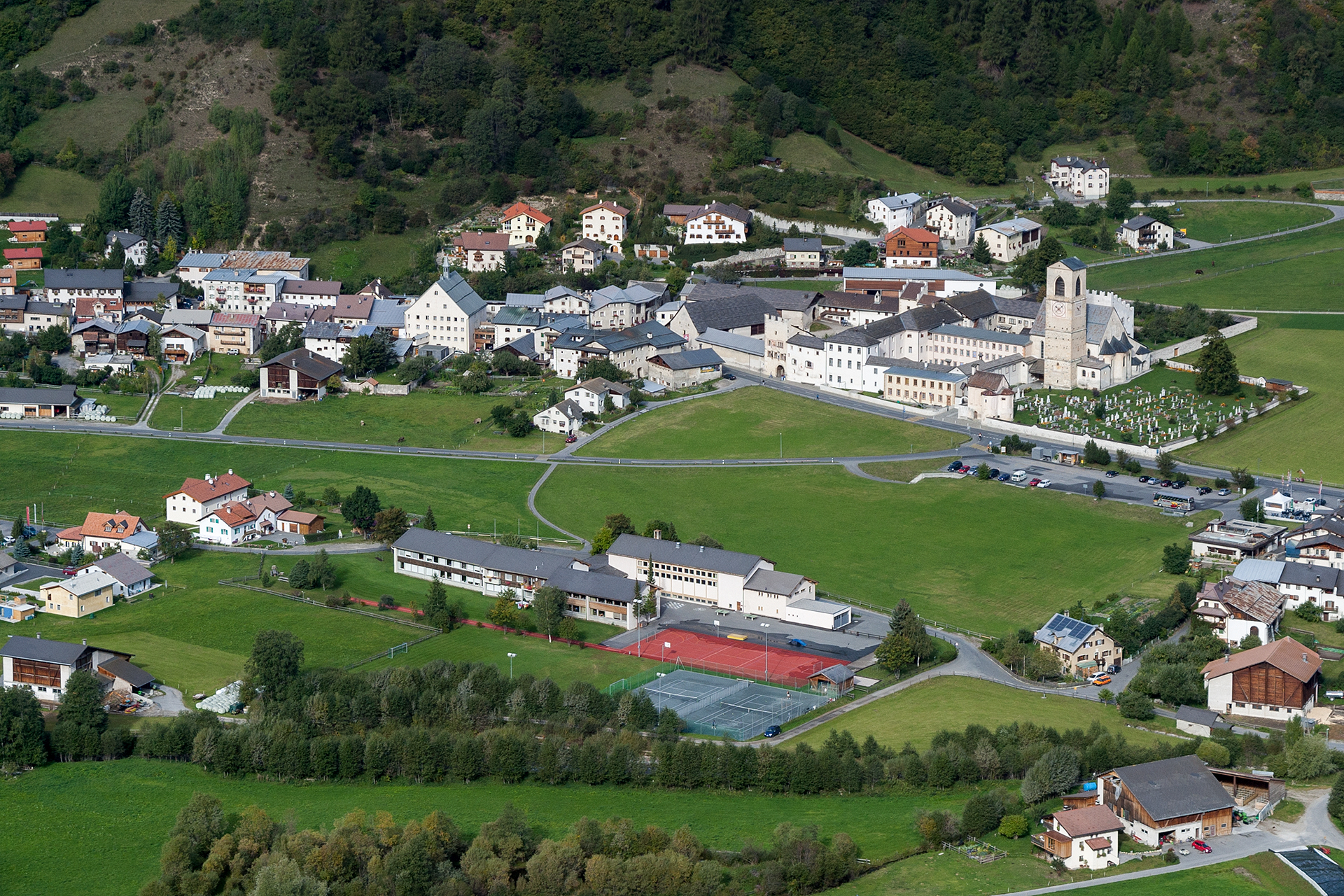
Pohled na centrum obce s klášterem

Údolí Val Müstair, Müstair vzadu vlevo (1954)

Historie obce sahá až do raného středověku. První zmínka pochází z 9. století jako monasterium Tuberis. V roce 1367 se obec připojila ke Gotteshausbundu. Roku 1499 byl Müstair zpustošen rakouskými vojáky.
Na rozdíl od ostatních údolních obcí nebyla v Müstairu zavedena reformovaná víra. Obec byla opět zpustošena během nepokojů v Graubündenu v první polovině 17. století. V roce 1696 převzali pastorační péči v obci kapucíni a v roce 1709 byl postaven kapucínský hospic. V roce 1728 prodal biskup z Churu údolí Rakouskému arcivévodství; v roce 1762 však bylo odkoupeno zpět. V roce 1854 se Müstair stal samostatnou obcí a tento status si udržel až do roku 2008. Od 70. let 20. století se v pohraniční obci usídlily různé obchodní a průmyslové podniky, díky Švýcarskému národnímu parku se zde rozvinul i šetrný turistický ruch.
Až do roku 1943, kdy bylo v kantonu Graubünden v souvislosti s uznáním rétorománštiny jakožto národního jazyka přejmenováno několik obcí, zněl oficiální název Münster (GR).
Východně od obce se nachází zřícenina hradu Balcun At.

## Obyvatelstvo
| Rok            | 1835 | 1850 | 1900 | 1950 | 2000 | 2007 |
| Počet obyvatel | 513  | 475  | 599  | 776  | 745  | 764  |

### Jazyky
V obci se stále mluví primárně rétorománským dialektem jauer. V roce 1990 uvedlo znalost rétorománštiny 88 % a o 10 let později 86 % obyvatel. V roce 1880 ji považovalo za mateřský jazyk 87 %, v roce 1910 88 % a v roce 1941 89 % místních obyvatel. Od roku 1970 však roste německy mluvící menšina, zatímco počet obyvatel hovořících rétorománsky stagnuje. Vývoj v posledních desetiletích ukazuje následující tabulka:
| Jazyky v Müstairu |                   |                   |                   |                   |                   |                   |
| Jazyk             | Sčítání lidu 1980 | Sčítání lidu 1980 | Sčítání lidu 1990 | Sčítání lidu 1990 | Sčítání lidu 2000 | Sčítání lidu 2000 |
| Jazyk             | Počet             | Podíl             | Počet             | Podíl             | Počet             | Podíl             |
| Němčina           | 123               | 17,40 %           | 160               | 21,28 %           | 184               | 24,70 %           |
| Rétorománština    | 574               | 81,19 %           | 578               | 76,86 %           | 543               | 72,89 %           |
| Italština         | 8                 | 1,13 %            | 10                | 1,33 %            | 4                 | 0,54 %            |
| Počet obyvatel    | 707               | 100 %             | 752               | 100 %             | 745               | 100 %             |

## Zajímavosti

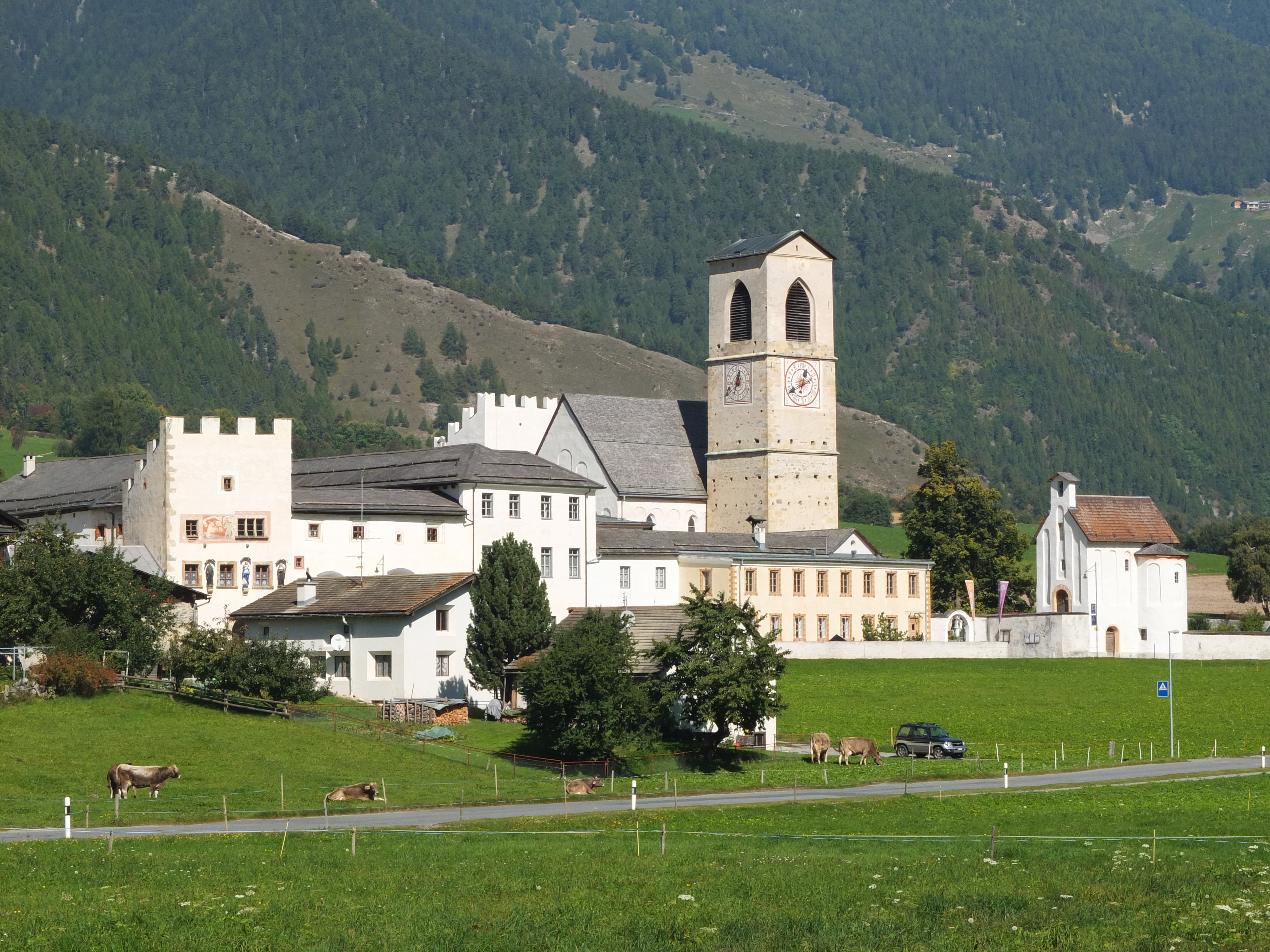
Klášter svatého Jana

Na katastru obce na nachází vrchol Piz Chavalatsch, který je nejvýchodnějším bodem Švýcarska.
Müstair je proslulý zejména svým Klášterem svatého Jana, založeným již v 8. století a od roku 1983 zapsaným na seznam světového kulturního dědictví UNESCO.